# Шаргородська волость
Шаргородська волость — історична адміністративно-територіальна одиниця Могилівського повіту Подільської губернії з центром у містечку Шаргород.
Станом на 1885 рік складалася з 20 поселень, 12 сільських громад. Населення — 14825 осіб (7392 чоловічої статі та 7433 — жіночої), 2128 дворових господарств.
|                     | Площа, десятин | У тому числі орної, дес. |
| ------------------- | -------------- | ------------------------ |
| Сільських громад    | 8912           | 7122                     |
| Приватної власності | 6690           | 2511                     |
| Іншої власності     | 762            | 543                      |
| Загалом             | 16364          | 10176                    |

Поселення волості:
- Шаргород — колишнє власницьке містечко при річках Ковбасна та Мурашка за 22 верст від повітового міста, 811 осіб, 168 дворів, православна церква, костел, католицька каплиця, 2 синагоги, єврейський молитовний будинок, школа, поштова станція, аптека, 24 постоялих двори, 2 постоялих будинки, 57 лавок, базари через 2 тижні. За 3 версти — цегельний завод.
- Гибалівка — колишнє власницьке село при річці Ковбасна, 690 осіб, 100 дворів, православна церква, школа, постоялий двір, 2 постоялих будинки, водяний млин, винокурний завод.
- Дерев'янки — колишнє власницьке село при річці Рудька, 410 осіб, 69 дворів, православна церква, постоялий будинок.
- Калинівка — колишнє власницьке село при річці Тепличка, 724 особи, 126 дворів, православна церква, постоялий будинок, щорічний ярмарок.
- Козлівка — колишнє власницьке село при річці Ковбасна, 529 осіб, 104 двори, постоялий будинок.
- Ковбасна — колишнє власницьке село при річці Ковбасна, 500 осіб, 84 двори, постоялий будинок.
- Носиківка — колишнє власницьке село при річках Мурашка та Мошкатівка, 1217 осіб, 253 двори, православна церква, школа, постоялий будинок, 2 водяних млини.
- Плебанівка — колишнє власницьке село при річках Мурашка та Лозоватка, 1609 осіб, 286 дворів, православна церква, постоялий будинок.
- Хоменки — колишнє власницьке село при річці Мурафа, 1216 осіб, 241 двір, православна церква, школа, школа, 2 постоялих будинки.
- Шаргородська Слобода — колишнє власницьке село при річці Мурашка, 1050 осіб, 262 двори, 2 православні церкви, школа, 2 постоялих будинки, кузня, 2 водяних млини.
- Шостаківка — колишнє власницьке село при річках Мурашка та Дерло, 860 осіб, 171 двір, православна церква, постоялий будинок, водяний млин, бурякоцукровий завод.